# Power Hits Estate 2019
Power Hits Estate 2019 è una compilation, pubblicata il 30 agosto 2019 dalla casa discografica Universal e contenente 69 brani presentati durante la serata del 9 settembre del programma omonimo.

## Tracce

### CD1
1. Jovanotti - Nuova era
2. Shawn Mendes e Camila Cabello - Señorita
3. Mahmood - Barrio
4. J-Ax - Ostia Lido
5. Tiziano Ferro - Buona (cattiva) sorte
6. Fabio Rovazzi feat. J-Ax e Loredana Bertè - Senza pensieri
7. Boomdabash feat. Alessandra Amoroso - Mambo salentino
8. Thegiornalisti - Maradona y Pelé
9. Giordana Angi - Chiedo di non chiedere
10. Lewis Capaldi - Someone You Loved
11. Panic! at the Disco - Hey Look Ma, I Made It
12. Bianca Atzei - La mia bocca
13. Loredana Bertè - Tequila e San Miguel
14. Calcutta - Sorriso (Milano Dateo)
15. Willie Peyote - La tua futura ex moglie
16. Tiromancino - Vento del Sud
17. Coez - Domenica
18. Ainé - May Day
19. Gazzelle - Polynesia
20. Mabel - Don't Call Me Up
21. Merk & Kremont - Kids
22. Avicii feat. Aloe Blacc - SOS
23. LP - Girls Go Wild

### CD2
1. DJ Snake, J Balvin & Tyga - Loco contigo
2. Billie Eilish & Justin Bieber - Bad Guy
3. Elodie feat. Marracash - Margarita
4. Irama - Arrogante
5. OneRepublic - Rescue Me
6. Meduza - Piece of Your Heart
7. Charlie Charles feat. Mahmood, Sfera Ebbasta e Fabri Fibra - Calipso
8. Takagi e Ketra feat. Omi e Giusy Ferreri - Jambo
9. Elisa e Carl Brave - Vivere tutte le vite
10. Levante e Carmen Consoli - Lo stretto necessario
11. Dolcenera - Amaremare
12. Annalisa - Avocado toast
13. Le Vibrazioni - L'amore mi fa male
14. Ultimo - Rondini al guinzaglio
15. Lo Stato Sociale feat. Arisa e Myss Keta - DJ di m****
16. Clementino feat. Fabri Fibra - Chi vuol essere milionario?
17. Achille Lauro feat. Boss Doms - 1969
18. Aiello - Arsenico
19. Dark Polo Gang - Sex on the Beach
20. Mika - Ice Cream
21. Tom Walker - Just You and I
22. 5 Seconds of Summer - Easier
23. Dermot Kennedy - Outnumbered

### CD3
1. Lil Nas X - Old Town Road
2. Imagine Dragons feat. Elisa - Birds
3. Álvaro Soler - La libertad
4. Y2K e bbno$ - Lalala
5. Lizzo - Juice
6. Sam Smith - How Do You Sleep?
7. Luciano Ligabue - Polvere di stelle
8. Gigi D'Alessio - Domani vedrai
9. Elettra Lamborghini feat. Gué Pequeno - Fanfare
10. Boro Boro feat. MamboLosco - Lento
11. Pedro Capó e Farruko - Calma
12. The Kolors feat. Elodie - Pensare male
13. Shade - La hit dell'estate
14. Benji & Fede - Dove e quando
15. Sean Paul e J Balvin - Contra la pared
16. Baby K - Playa
17. Tormento feat. J-Ax - Acqua su Marte
18. Francesco Gabbani - È un'altra cosa
19. Eros Ramazzotti - Siamo
20. Giorgia - I Feel Love
21. Cristiano Malgioglio feat. Barbara D'Urso - Dolceamaro
22. Negrita - Andalusia
23. Lana Del Rey - Doin' Time